# Traditions à la Légion étrangère
 (mai 2017).
Si vous disposez d'ouvrages ou d'articles de référence ou si vous connaissez des sites web de qualité traitant du thème abordé ici, merci de compléter l'article en donnant les références utiles à sa vérifiabilité et en les liant à la section « Notes et références ».
Au sein de la Légion étrangère, les traditions sont nombreuses et variées. Leur but est de cimenter et de créer un esprit de corps entre des hommes venus d'horizons différents, à la recherche de valeurs.
Ces traditions ont été apportées par les hommes qui ont composé cette troupe, avec leurs cultures respectives. Elles évoluent au fil des temps et des recrutements, sans jamais se figer.
Plusieurs fascicules internes à la Légion étrangère ou des livres (Monsieur Légionnaire du général Jean Hallo) signalent ces traditions. Elles sont codifiées, depuis 2005, au sein d'un recueil. Celui-ci, dans le cadre des travaux d'inventaire du patrimoine immatériel de la Légion étrangère, a été valorisé en 2019 : Recueil des traditions et des spécificités de la Légion étrangère. Il a vocation à être régulièrement mis à jour.

## Devises

### Devises de la Légion
« Legio Patria Nostra »

« La Légion est notre patrie » L'origine de cette devise est aujourd'hui mal connue. Nul ne sait quand, ni comment, elle est née et a été adoptée. L'appartenance à cette nouvelle patrie n'oblige pas la répudiation de la première. La Légion étrangère respecte la patrie d’origine du légionnaire, qui est libre de conserver sa nationalité. À tel point que la Légion demande son accord à tout légionnaire qui pourrait être envoyé sur un théâtre d’opération dans lequel son pays d’origine serait également engagé.

« honneur et fidélité »

 Une autre devise de la Légion étrangère est « Honneur et fidélité ». La devise usuelle des unités françaises est « Honneur et patrie. » pour la Légion, la fidélité remplace la patrie.

« valeur et discipline »

De 1831 à 1921 la devise de la Légion Étrangère était « Valeur et discipline » ainsi qu'elle était inscrite sur le premier drapeau offert en 1832 par le roi Louis-Philippe Ier

### Devise des régiments
- 2e REI : Être prêt
- 3e REI : Legio Patria Nostra, "la Légion est notre patrie"[2]
- 4e RE : Ad Legionem ædificandam, "Pour bâtir la Légion"
- 1er REC : Nec pluribus impar, "Au-dessus de tous"
- 13e DBLE : More Majorum, "À la manière des Anciens"
- 2e REP : More Majorum, "À la manière des Anciens"
- DLEM : Pericula ludus, "Au danger mon plaisir"
- 1er REG : Fier de ton passé, confiant dans l'avenir
- 2e REG : Rien n'empêche.

## Les couleurs de tradition
Le vert et le rouge : couleurs héritées des Suisses de la 2e Légion (1855) qui tinrent à garder leur marque distinctive.

## Les drapeaux
Les drapeaux des régiments de la Légion étrangère portent l'inscription Honneur et Fidélité contrairement aux autres drapeaux de l'armée française qui portent l'inscription Honneur et Patrie. Tous portent également l'inscription CAMERONE 1863.

## Traditions vestimentaires

### Le képi blanc
L’origine du képi blanc remonte au début du XXe siècle. À l’époque, les légionnaires portent le képi modèle 1884, rouge à bandeau bleu noir frappé de la grenade rouge à 7 flammes. Il peut être recouvert d’un couvre-képi blanc avec couvre-nuque en calicot blanc, modèle 1902. Deux décisions ministérielles de 1936 et 1933 en font le signe distinctif de la Légion. Les officiers et sous-officiers le portaient en campagne, et parfois pendant les prises d’armes. Seule la 13e DBLE conserve le képi kaki des troupes de forteresse. Alors que les troupes de la Légion sont réinstallées en métropole, le képi modèle 1961 kaki clair se généralise, avec un étui en cretonne blanc. Mais un képi blanc fantaisie en sergé mercerisé est adopté par les permissionnaires et officialisé, car à faible coût, par l’Intendance.
Le képi blanc est le couvre-chef de la troupe. Les sous-officiers, les caporaux-chefs et les brigadiers-chefs de plus de 17.5 ans de service et particulièrement méritants, comme les officiers, portent le képi noir.[réf. nécessaire]

### Le béret vert
Le premier béret vert fut porté par la 13e DBLE de 1940 à 1945. L' Intendance a ensuite fourni à ce Corps un béret vert Modèle 46 porté en Indochine.
Le képi blanc est remplacé au cours d'opérations sur le terrain par le béret vert. Il fut introduit au 1er BEP, (futur 1er REP), en 1948.
Il est, à partir de 1959, le couvre-chef réglementaire de service courant de toute la Légion, le képi blanc n'étant plus porté qu'en tenue de sortie ou de cérémonie.

### Les épaulettes vertes
Les épaulettes de tradition vert et rouge font partie de la tenue à la Légion étrangère depuis 1868. Elles sont désormais portées par les sous-officiers subalternes (jusqu'au grade de sergent-chef) et par les militaires du rang.
Pour les caporaux-chefs et pour les sous-officiers (ainsi que pour tous les personnels de la Musique de la Légion étrangère et ceux des pionniers), ces épaulettes présentent une bande dorée entre la galette verte et les franges rouges.

### La ceinture bleue
La ceinture de laine pour les troupes d'Afrique était, à l'origine et jusqu'en 1862, un accessoire vestimentaire de couleur variable, destiné à préserver des affections intestinales, en évitant les refroidissements.
Longue de 4,20 m et large de 40 cm, elle nécessite l'aide d'un camarade pour être mise correctement. Si, à l'origine, elle était distribuée dans les corps de l'armée d'Afrique sans distinction de couleur, elle est désormais toujours bleue dans la Légion.

### La cravate verte
Elle est réglementaire depuis 1946, à la suite de l'utilisation par le Régiment de Marche de la Légion étrangère, des stocks des anciens chantiers de jeunesse.

## Le pas légion
Le « pas légion » est cadencé à 88 par minute (120 pas par minute pour le régime général et 140 pas par minute pour les chasseurs alpins et chasseurs à pied). Cette cadence est héritée du rythme de déplacement des armées de l'Ancien Régime et de l'Empire, dont le régiment d'Hohenlohe, duquel la Légion étrangère a conservé nombre de traditions.

## Défilé du 14 juillet à Paris
Au cours du défilé du 14 juillet (jour de la fête nationale française) sur les Champs-Élysées, la Légion est toujours la dernière troupe à pied à défiler et la seule à ne pas se séparer à la fin de ce dernier.
Elle défile avec sa propre musique.
Elle est la seule à faire défiler des sous-officiers à sa tête, en faisant précéder ses troupes à pieds par les pionniers à la tête desquels se trouvent trois sous-officiers.

## Le code d'honneur
Dans les années 1980, le commandement de la Légion étrangère décide de faire rédiger un guide regroupant les valeurs fédératrices de la Légion.
Il est remis dans sa langue à tout engagé volontaire qui devra l'apprendre par cœur, en français, au cours de la période d'instruction.

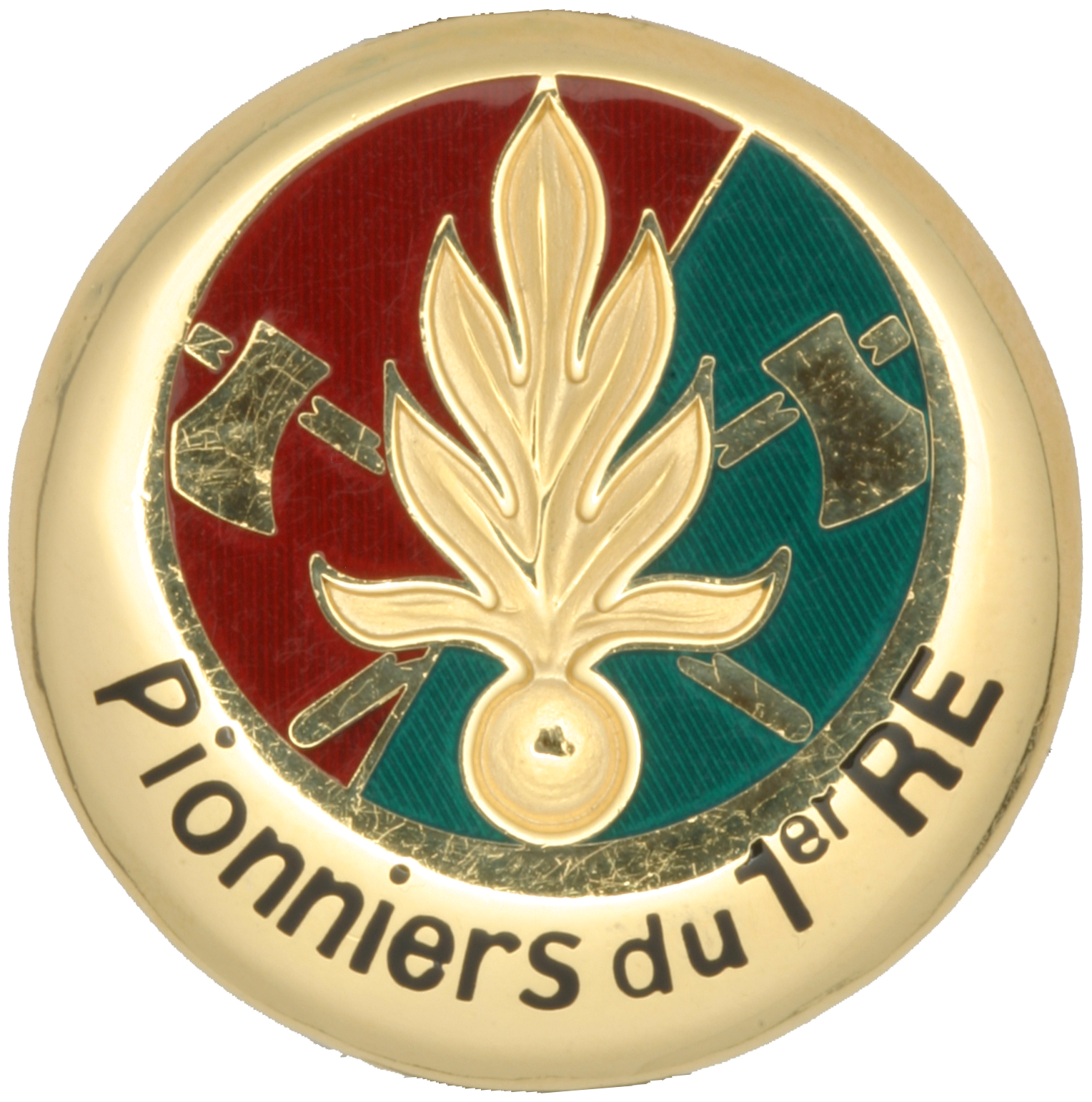
Insigne des pionniers.

## Les pionniers
Unité de tradition, les pionniers sont les sapeurs qui défilent en tête des unités de Légion étrangère. Ils portent, comme signes distinctifs, la barbe, le tablier de cuir et la hache sur l'épaule.

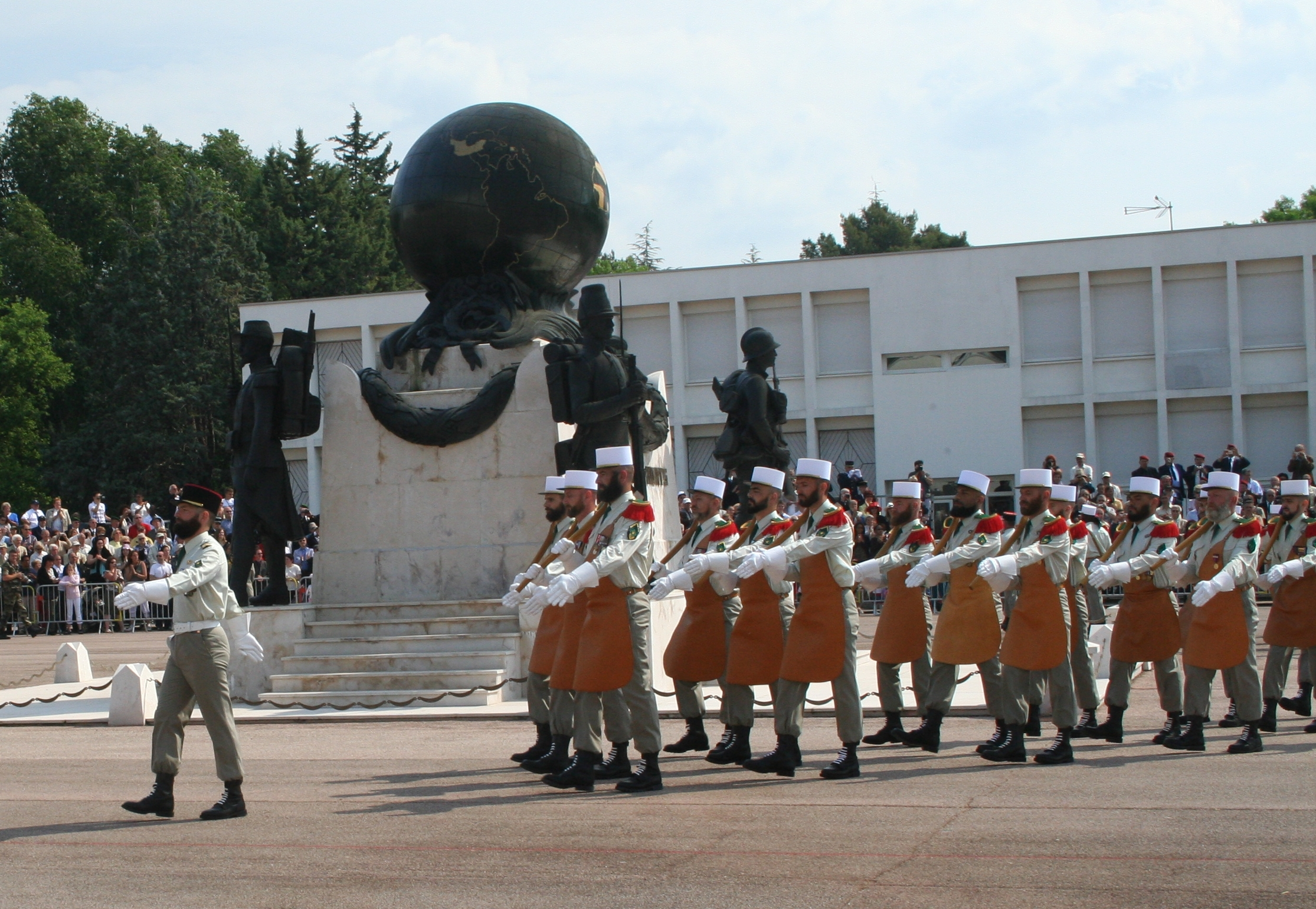
Les pionniers lors du défilé de Camerone au 1er régiment étranger à Aubagne passant devant le Monument aux Morts de la Légion.

## Lamusique
La musique de la Légion étrangère est stationnée à Aubagne. C'est une formation musicale composée exclusivement de Légionnaires (55 hommes). Son emploi est planifié par la Division rayonnement et patrimoine (DRP) de l’État-major du commandement de la Légion étrangère. Réalisant, par an, entre 60 et 70 prestations sur le territoire national, elle est assez souvent engagée dans l'international tattoos (festivals de musique militaire).

## Marche et chansons
Les chants, à la Légion étrangère, font partie d'une longue tradition. Cette tradition initialement orale a évolué au gré des recrutements et des recrutements d'étrangers. La rédaction de carnets de chants remonte au milieu du XXe siècle puisque le premier fut écrit et compilé par un aumônier militaire, le père Vesvrotte en 1951 au Tonkin. Ce recueil évolue au fil de ses trois versions, jusqu'en 1953.
Avec les évolutions techniques (notamment les enregistrements et les disques), les chants se popularisent. En Algérie, les unités prennent l'habitude de défiler en chantant. La Légion en profite pour varier les versions de son carnet de chants. De nombreuses éditions verront ainsi le jour : 1959 (sous la direction du général Jean Hallo), 1973, 1982, 1993, 1998, 2009.
Le chant est tellement ancré dans les traditions de la Légion qu'il a fait l'objet d'une note interne du capitaine Selosse en 1970 à destination de ses cadres instructeurs : « À la différence du chant de popote où la gaieté, la fronde, et l'humour se répondent, du chant de bivouac aux accents parfois nostalgiques, toujours sentimentaux, le chant « de marche » a pour quadruple but de soutenir les énergies, d'affirmer la cadence, de fondre quarante timbres en un seul chant — éveillant en chacun le sens profond de la collectivité — et de donner à la superbe d'une troupe en mouvement un prolongement sonore qui la valorise. »
La Légion est aussi la première unité à institutionnaliser le chant régimentaire. Le premier créé sera celui du 1er régiment étranger de cavalerie, La Colonne.
D'autres chants militaires sont attachés à la Légion :
- Le Boudin est la marche officielle de la Légion. La version actuelle date de 1870. Il se chante et s'écoute au garde-à-vous.
- Les Oies sauvages, est un chant d'origine allemande, tiré d'un poème de 1917. Il n'est pas propre à la Légion.

## Institutions internes

### L'Institution des invalides de la Légion étrangère
Cet établissement fut initialement créé afin d’accueillir les nombreux blessés d’Indochine.
Acquis en 1953 grâce à l’appui du général Koënig le domaine, baptisé Capitaine-Danjou et implanté à Puyloubier, fut inauguré le 2 mai 1954.
Il a pour vocation d’héberger et de réinsérer les anciens légionnaires et les invalides. La réinsertion professionnelle des anciens légionnaires blessés en service, ou qui rencontrent des difficultés pour se réinsérer dans la vie civile, est réalisée par le biais d’activités occupationnelles dans différents ateliers d’artisanat (céramique, sérigraphie, reliure…) ou de travaux d’agriculture (élevage, vigne…).
Dans le cadre de la solidarité qui unit les légionnaires au travers des générations, des jeunes engagés volontaires passent à l'IILE une journée au moins pour y aider leurs anciens. De même les régiments de métropole, en fonction des contraintes opérationnelles, envoient une section au moment des vendanges afin d'aider à la récolte du raisin qui va servir à produire le vin de Puyloubier.

### La revueKépi blanc
La Légion étrangère possède une revue officielle créée le 30 avril 1947 par le capitaine Gheysens et toujours éditée de nos jours : Képi blanc.
Le premier bulletin associatif de la Légion étrangère fut La Légion étrangère, revue historique et d'actualité de la Légion étrangère, créé en 1912. Suspendu au cours de la 1re Guerre Mondiale, il renaît en 1931, à la création de l'USALE (Union des sociétés d'anciens de la Légion étrangère).
En 1945, la revue change de nom et devient Vert et Rouge qui sera publié jusqu'en 1959. Il est vendu sur abonnement et le montant de cet abonnement est versé au foyer d'entraide de la Légion étrangère pour assurer le fonctionnement de l'Institution des invalides de la Légion étrangère.

### Bibliographique
- Recueil des traditions de la Légion étrangère